# Црква Преображења Господњег у Пролом бањи
Црква Преображења Господњег у Пролом Бањи налази се на видиковцу преко пута,са друге стране Проломске реке, у односу на хотел Радан и изграђена је 2013. године уз благослов Патријарха српске православнне цркве Иринеја. До ње се долази преко лучног моста дужине 56 метара.
Патријарх српски Иринеј освештао је темеље ове цркве,  посвећене Преображењу Господњем. Градња цркве почела је 2010. године, а 2013. године саграђен је мост преко Проломске реке, који је назван “Мост Патријарха Иринеја”. 2014. године завршено је осликавање цркве, која је осликана у складу са византијском иконографијом.
Црква има три сенице као што се проповеда у Библији.

## Унутрашњост цркве
- Олтар
- Наос
- Купола са свећњаком

## "Мост Патријарха Иринеја" прекоПроломске реке
- Мост 2014. године
- Мост и црква ноћу 2023.г.
- Мост, поглед из цркве